# Trixoscelis margo
Trixoscelis margo is een vliegensoort uit de familie van de afvalvliegen (Heleomyzidae). De wetenschappelijke naam van de soort is voor het eerst geldig gepubliceerd in 2005 door Papp.